# آگونیست نسبی

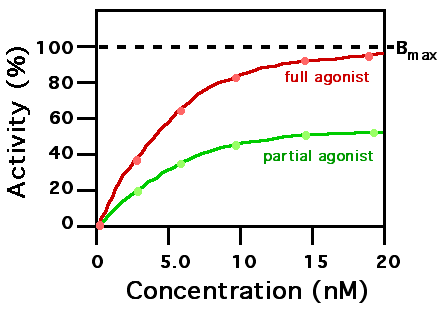
رابطۀ همکنشگرِ تام(قرمز) و همکنشگر غیرتام (سبز)

در داروشناسی همکنشگرِ غیرِتام یا آگونیست نسبی (به انگلیسی: Partial agonist) به دارویی گفته می‌شود که در مقایسه با همکنشگرِ تام (full agonist) اثر کمتری را ایجاد می‌کند. داروهای همکنشگر غیرتام، گیرنده‌ها را به صورت نسبی فعال می‌کنند حتی اگر گیرنده‌ها را سیر و اشباع کرده باشند. آنها به تنهایی کارایی کمی دارند. در حضور همکنشگر تام یک همکنشگر غیرتام اثر مهارکننده دارد و نقش یک پادکنشگر را بازی می‌کند.
در یک منحنی دوز (غلظت) در برابر پاسخ که معمولاً سیگموئید است، همکنشگر تام اثری بیشینه دارد (Bmax) ولی همکنشگر نسبی اثری کمتر از بیشینه را نشان می‌دهد.
در درمان از همکنشگرهای غیرتام می‌توان برای تحریک گیرنده‌ها در صورت کمبود لیگاند یا کاهش تحریک گیرنده‌ها در صورت غلظت بالای لیگاند استفاده کرد.